# Johannes kyrka, Oslo

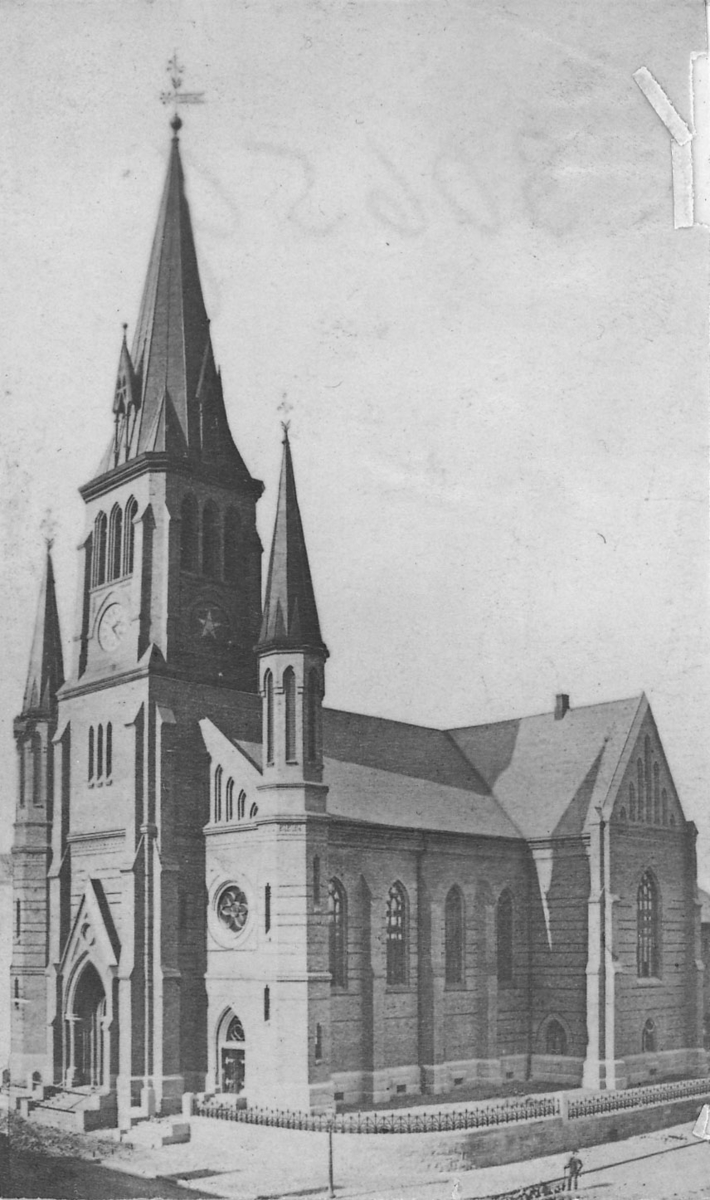
Johannes kyrka, 1880.

Johannes kyrka (norska: Johannes kirke) var en kyrka i Oslo. Kyrkan byggdes 1878 och revs 1928. Den ritades av Georg Andreas Bull och låg på Rådhusgata, mellan Akersgata och Øvre Slottsgate, vid nuvarande Christiania Torv. Altartavlan målades av Eilif Peterssen.
Kyrkan stod på lergrund, och efter det stora Oslofjordskalvet den 23 oktober 1904 uppstod stora sprickor i muren, vilket ledde till att kyrkan hölls stängd i många år, innan det beslutades att den skulle rivas. Innan kyrkan revs hade målaren Per Krohg sin ateljé i kyrkan. Kyrkorgeln flyttades till Grønland kirke och kyrkklockorna till Torshov kirke. Församlingen flyttades till Vår Frelsers kirke (kallad Oslo domkyrka sedan 1950).